# Cockrell Hill
Cockrell Hill ist eine Stadt im Dallas County im US-Bundesstaat Texas in den Vereinigten Staaten. Das U.S. Census Bureau hat bei der Volkszählung 2020 eine Einwohnerzahl von 3815 ermittelt.

## Geographie
Die Stadt liegt im Westen des Countys, im mittleren Nordosten von Texas, ist im Norden etwa 100 Kilometer von Oklahoma entfernt und hat eine Gesamtfläche von 1,5 km².

## Geschichte
Benannt wurde die Stadt nach Brentwood Allen Cockrell und seinem Sohn oder nach Wesley Cockrell und seinem Cousin Alexander Cockrell, alle Pioniere dieser Gegend. Die damalige Bezeichnung Cockrell Place als Haltestation war unter den Reisenden bekannt und die Kutschenlinie führte von Dallas nach Fort Belknap und nach El Paso.

## Demografische Daten
Nach der Volkszählung im Jahr 2000 lebten dort 4.443 Menschen in 1.150 Haushalten und 959 Familien. Die Bevölkerungsdichte betrug 2.957,7 Einwohner pro km². Ethnisch betrachtet setzte sich die Bevölkerung zusammen aus 44,63 % weißer Bevölkerung, 1,67 % Afroamerikanern, 1,04 % amerikanischen Ureinwohnern, 0,23 % Asiaten, 0,02 % Bewohnern aus dem pazifischen Inselraum und 49,65 % aus anderen ethnischen Gruppen. Etwa 2,77 % waren gemischter Abstammung und 84,15 % der Bevölkerung waren von spanischer oder lateinamerikanischer Abstammung.
Von den 1.150 Haushalten hatten 54,2 % Kinder unter 18 Jahre, die im Haushalt lebten. 59,4 % davon waren verheiratete, zusammenlebende Paare. 15,8 % waren allein erziehende Mütter und 16,6 % waren keine Familien. 12,7 % aller Haushalte waren Singlehaushalte und in 5,4 % lebten Menschen, die 65 Jahre oder älter waren. Die Durchschnittshaushaltsgröße betrug 3,86 und die durchschnittliche Größe einer Familie belief sich auf 4,18 Personen.
36,6 % der Bevölkerung waren unter 18 Jahre alt, 13,8 % von 18 bis 24, 30,7 % von 25 bis 44, 13,1 % von 45 bis 64, und 5,9 % die 65 Jahre oder älter waren. Das Durchschnittsalter war 25 Jahre. Auf 100 weibliche Personen aller Altersgruppen kamen 104,5 männliche Personen. Auf 100 Frauen im Alter von 18 Jahren und darüber kamen 104,9 Männer.

Das jährliche Durchschnittseinkommen eines Haushalts betrug 32.644 USD, das Durchschnittseinkommen einer Familie 34.722 USD. Männer hatten ein Durchschnittseinkommen von 25.632 USD gegenüber den Frauen mit 18.854 USD. Das Prokopfeinkommen betrug 10.083 USD. 17,8 % der Bevölkerung und 17,1 % der Familien lebten unterhalb der Armutsgrenze. Davon waren 22,2 % Kinder und Jugendliche unter 18 Jahren und 4,5 % waren 65 oder älter.